# National Secular Society
National Secular Society (NSS) (Národní sekulární společnost) je britská organizace propagující sekularismus a ateismus. Zastává názor, že by nikdo neměl být zvýhodňován nebo znevýhodňován kvůli svému náboženství nebo absenci víry. Založil ji Charles Bradlaugh v roce 1866.

## Cíle
NSS, jejímž mottem je „Zpochybňování náboženských privilegií“, vede kampaň za sekulární stát, kde neexistuje státem zavedené náboženství, kde náboženství nehraje žádnou roli ve státem financovaném vzdělávání, nezasahuje do soudních procesů ani neomezuje svobodu projevu, kde stát nezasahuje do záležitostí náboženských doktrín, nepodporuje ani nefinancuje náboženské aktivity a zaručuje každému občanovi svobodu věřit, nevěřit nebo změnit náboženství.
Ačkoli byla organizace výslovně vytvořena pro ty, kteří odmítají nadpřirozeno, NSS nevede kampaň za vymýcení nebo zákaz náboženství. Argumentuje tím, že svoboda náboženského vyznání, stejně jako svoboda nevěřit, je lidským právem a že státní sponzorování vybraných náboženství do tohoto práva zasahuje. Zastává názor, že víra by měla být soukromou záležitostí a nepatří do veřejné sféry. Ve snaze zastupovat zájmy a názory ateistů je NSS často kritická k tomu, co považuje za škodlivé účinky náboženství.

## Historie

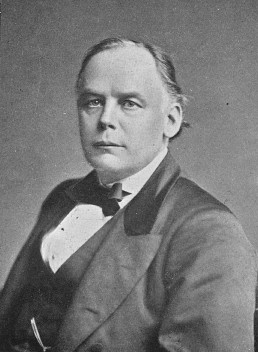
Charles Bradlaugh, zakladatel National Secular Society.

NSS byla založena v roce 1866, jejím předsedou byl Charles Bradlaugh a tajemníkem Charles Watts. Ve Spojeném království existovala řada sekulárních skupin, které se spojily, aby koordinovaly a posílily své kampaně. Slovo sekularismus vytvořil George Holyoake v roce 1851. Zásady NSS tvrdily, že „toto je jediný život, který máme, a že bychom měli pracovat na jeho zlepšení.“
V roce 1877 byli Bradlaugh a Annie Besantová stíháni za vydání knihy obsahující informace o antikoncepci The Fruits of Philosophy (Plody filozofie) od amerického lékaře Charlese Knowltona, byli odsouzeni, ale po odvolání zproštěni viny. Otázka antikoncepce rozdělila sekularisty a vznikla odštěpenecká skupina British Secular Union (Britská sekulární unie). Ta však po několika letech zanikla.
Bradlaughův boj o vstup do parlamentu se stal důležitým momentem ve vývoji sekularismu devatenáctého století. V roce 1880 byl zvolen za Northampton. Domníval se, že má právo přísahat na Bibli, ale když byl odmítnut, řekl, že složí přísahu. Bylo mu řečeno, že jelikož v Bibli nevěří, nemůže na ni přísahat. Šest let se snažil tento problém překonat, a to právními i volebními metodami. V roce 1886 mu nová vláda umožnila složit přísahu na Bibli. Později dosáhl změny, která dala toto právo všem poslancům. Byl velmi aktivním poslancem ve prospěch chudých, Irů a indické nezávislosti.
Bradlaugh, který zemřel v roce 1891, byl ve funkci předsedy vystřídán G. W. Footem, redaktorem časopisu The Freethinker. Foote poznamenal, že Bradlaughovou smrtí skončilo „hrdinské období“ volnomyšlenkářství, a nikdy se mu nepodařilo aktivizovat členy NSS tak, jak to udělal Bradlaugh. Footeho nástupcem se stal Chapman Cohen (prezident v letech 1915-1949), plodný pamfletista a autor knih o náboženství a filozofii pro populární publikum. V první polovině dvacátého století vedla NSS kampaň proti náboženské vysílací politice BBC, za zrušení náboženského vyznání a za sekulární vzdělávání.
Významnými předsedy v druhé polovině dvacátého století byli David Tribe a Barbara Smokerová, kteří se významně zasloužili o větší využití médií k prosazování sekularistických názorů. V jednadvacátém století NSS pokračuje jako organizace, která vede ve Spojeném království a EU kampaně proti tomu, co považuje za náboženská privilegia ve veřejném životě.

## Aktivismus

### Vzdělávání a církevní školy
Vzdělávání je jedním z hlavních zájmů NSS, která pokračuje v kampani proti veřejnému financování církevních škol. Zastává názor, že morálka, etika a občanská výchova by se měly vyučovat mimo náboženský rámec. Staví se také proti výuce kreacionismu nebo inteligentního plánu jako alternativy k hlavnímu proudu vědy. Kromě toho se staví proti jmenování učitelů a pomocného personálu podle náboženských kritérií, což je součástí obecnější kampaně proti výjimkám z antidiskriminační legislativy pro náboženské subjekty. Společnost úspěšně vedla kampaň za zákonné právo starších žáků na vyloučení z náboženských shromáždění ve škole.
NSS tvrdí, že děti z rodin bez vyznání a „špatného vyznání“ jsou při přijímacím řízení stále diskriminovány, a to kvůli vysokému počtu náboženských škol. Společně se City Technology Colleges (které také mají přijímací privilegia) by NSS ráda viděla, aby se tyto školy staly komunitními školami, ačkoli připouští, že k dosažení tohoto cíle je třeba přechodné období. NSS upozornila na nedávný statistický výzkum, který podporuje její tvrzení o diskriminaci v církevních školách na základě výběru žáků z bohatších rodin, konkrétně náboženské školy přijímají o 10 % méně chudých žáků, než je reprezentativní počet v dané oblasti. Zástupci anglikánské církve i samostatného sdružení rodičů však popřeli existenci nebo důkazy o tom, že by výběr do jejich vlastních škol byl založen na sociálním původu, a mluvčí Ekonomického centra uvedl, že zkreslení sociálního původu může pramenit z toho, že se na náboženskou školu hlásí více žáků, nikoli z výběrového řízení.
NSS tvrdila, že náboženské školy prohlubují náboženské, etnické a kulturní rozdíly tím, že oddělují děti od dětí jiného vyznání a kulturního prostředí. V roce 2010 podala NSS podnět k soudnímu přezkumu, aby byla prověřena zákonnost modliteb, které jsou součástí oficiálních jednání Rady, neboť se domnívá, že politika a náboženství by měly být odděleny.

### Další kampaně
NSS vede kampaně na řadu dalších témat. Patří mezi ně úspěšné zrušení zákona o rouhání ve Spojeném království, odstranění 26 biskupů ze Sněmovny lordů, vynětí náboženských organizací z působnosti zákonů o diskriminaci a rovnosti, zrušení státního financování kaplanů ve věznicích, nemocnicích a ozbrojených složkách, ukončení daňových výjimek pro církve a zastavení veřejného financování náboženského vysílání (NSS například dlouhodobě tvrdí, že pořad Myšlenka na den je náboženskou propagandou vysílanou BBC na náklady poplatníků koncesionářských poplatků).
Další kampaně se týkají výhrady svědomí lékařů a lékárníků, kteří odmítají provádět určité zákroky nebo léčbu; náboženských výjimek ze zákonů vyžadujících omráčení zvířat před porážkou a označování masa vyrobeného bez omráčení (v současné době se velká část masa prodává široké veřejnosti bez označení, a to jak v obchodech, tak v restauracích); a reformy skautského hnutí s cílem odstranit z jejich slibu odkazy na Boha.
NSS je často vyzývána k předkládání konzultačních dokumentů vládě a významným britským organizacím. Psala například o sociální péči založené na víře, o výhrad svědomí lékařů, o stíhání rasistických a náboženských trestných činů, o sčítání lidu, o dárcovství orgánů a o otázkách rovnosti.
Spolupodílela se na založení Council of Ex-Muslims of Britain (Rady bývalých muslimů Británie) a na konferenci k Mezinárodnímu dni žen, jejíž téma bylo Práva žen, závoj a islámské a náboženské zákony.
Kromě aktivit ve Velké Británii byla NSS aktivní i v Evropě a v OSN, často jako zástupce International Humanist and Ethical Union (IHEU) (Mezinárodní humanistické a etické unie). Nejvýznamnější byly intervence v Radě Evropy a v Evropském parlamentu.
Na konferenci Rady Evropy v San Marinu její intervence způsobily, že závěrečné komuniké bylo změněno tak, aby vyžadovalo konzultace o mezikulturních otázkách a kladlo mnohem větší důraz na občanskou společnost na rozdíl od náboženských subjektů. Ve Štrasburku se NSS ohradila proti tomu, co považovala za nepatřičný náboženský vliv na Radu Evropy. Byly udržovány úzké kontakty s politiky a sekretariátem.
NSS začala pomáhat Royi Brownovi v Radě pro lidská práva v Ženevě a pokračuje na širší frontě a upozorňuje na své problémy stále větší počet mezinárodních orgánů.
V Evropském parlamentu se NSS podílí na činnosti pracovní skupiny pro oddělování náboženství a politiky, a zúčastnila se představení Bruselské deklarace. Předseda organizace Keith Porteous Wood rovněž vystoupil na setkání v EP, které sponzorovala organizace Catholics for Choice (Katoličtí demokraté za volbu), na téma Náboženství a politika v nové Evropě, a vystoupil v rozpravě s předsedou EP ohledně pozvání papeže k projevu v EP. Spolek je i nadále konzultován politiky, kteří chtějí získat informace nebo návrhy. Wood hovořil o problémech s Komisí OSN pro lidská práva na konferenci k 60. výročí všeobecné deklarace lidských práv v Bruselu a na konferenci Libre Penseé v Senátu v Paříži.
2. prosince 2011 podali NSS a ateistický radní žalobu na městskou radu v Bidefordu k Nejvyššímu soudu kvůli modlitbám během zasedání rady. Nejvyšší soud 10. února 2012 rozhodl, že městská rada nejednala v souladu se zákonem, protože podle článku 111 zákona o místní samosprávě z roku 1972 nemohou rady dělat nic, co jim zákon výslovně nepovoluje. Protože zákon modlitby nezmiňuje, nemohly se konat jako formální součást zasedání. Soudce však toto rozhodnutí zmírnil tím, že odmítl argument radního Bonea, že byla porušena jeho lidská práva, a uvedl, že modlitby se mohou konat, pokud k nim radní nejsou předvoláni a neobjevují se jako bod programu. Soudce Ouseley prohlásil, že skutečnost, že se ateisté mohou během modliteb cítit nepříjemně, není důvodem k tomu, aby jim byla poskytnuta ochrana státu podle zákona o lidských právech, což byl argument právního zástupce NSS. V době projednávání případu byl zákon z roku 1972 nahrazen zákonem Localism Act 2011, který dal radám obecnou pravomoc „činit vše, co mohou obecně činit jednotlivci.“ Zákon vstoupil v platnost předčasně v únoru 2012 a jeho obecná pravomoc údajně obnovila možnost rad konat modlitby jako součást zasedání, pokud si to většina radních přeje. Aby se odstranily zbývající nejasnosti, byl v březnu 2015 vydán zákon Local Government (Religious etc. Observances) Act 2015 Royal Assent, který výslovně obnovil právo rad konat modlitby jako formální součást zasedání, pokud si to přejí.
NSS vedla kampaň proti praxi některých místních úřadů, které poskytují návštěvníkům kostela úlevy při parkování. V roce 2011 NSS oznámila svůj záměr podat žalobu proti městské radě ve Wokingu, která umožnila účastníkům bohoslužeb v kostelech v blízkosti centra města žádat o vrácení poplatků za parkování. Po přezkoumání byla tato politika zachována, ale rada uvedla, že tento systém by mohl být v jednotlivých případech rozšířen na členy všech náboženských společenství nebo dobrovolných organizací. Někteří radní se k této výzvě a částce vynaložené na obhajobu této politiky vyjádřili kriticky, přičemž jeden z radních označil NSS za „šikanující a netolerantní.“
V únoru 2019 vydala NSS zprávu o 48 stranách s názvem For the Public Benefit? The case of removing "the advancement of religion" as a charitable purpose (Pro veřejný prospěch? Případ odstranění „podpory náboženství“ jako dobročinného účelu). Tvrdí, že podpora náboženství by neměla být „považována za přirozený veřejný prospěch“ a od charitativních organizací by se mělo vyžadovat, aby „prokázaly hmatatelný, sekulární veřejný prospěch v rámci jedné z dalších položek charitativního účelu.“

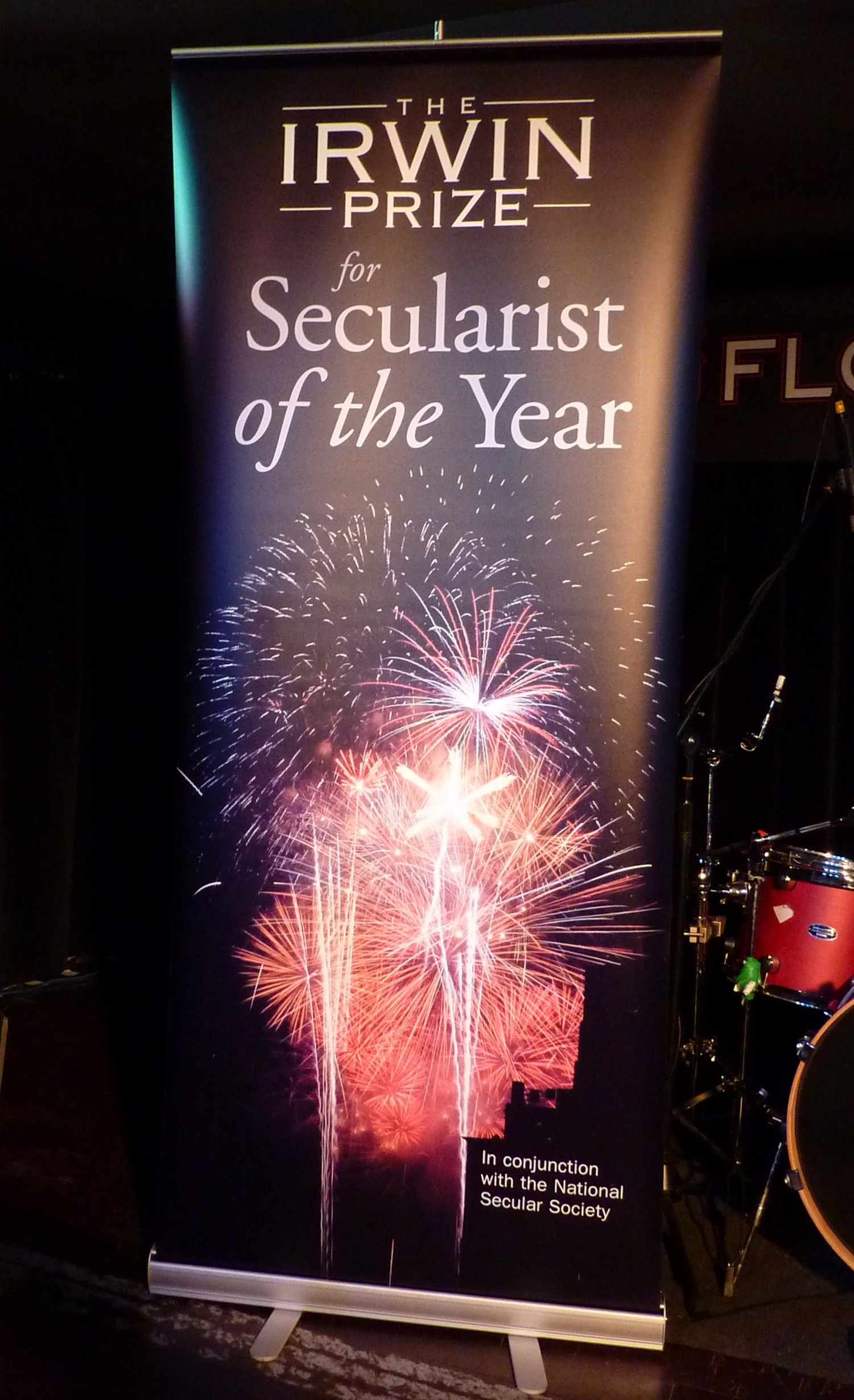
Oficiální plakát Secularist of the Year Award použitý při slavnostním předávání cen.

### Secularist of the Year Award
NSS každoročně pořádá slavnostní předávání ocenění Secularist of the Year (Sekularista roku), při němž je udělována Irwinova cena ve výši 5 000 liber. Toto cena se uděluje od roku 2005. Nominace na ocenění Secularist of the Year podávají členové NSS a vítěze vybírají funkcionáři společnosti spolu s Michaelem Irwinem, který věnoval finanční prostředky, z nichž se cena uděluje. Mezi předchozími laureáty ceny jsou bývalý poslanec za Liberální demokraty Evan Harris, Lord Avebury, poslankyně Evropského parlamentu Sophie in 't Veld a Peter Tatchell.

### National Secular Society Podcast
NSS vydává vlastní podcast, ve kterém poskytuje zprávy a odborné analýzy z celého sekulárního hnutí.

## Organizace
NSS je registrována jako britská společnost s ručením omezeným č. 01418145. Příjmy společnosti v letech 2006-2007 činily 232 149 liber, jak je uvedeno v účetní uzávěrce předložené úřadům v Companies House. Společnost nedostává žádné finanční prostředky od vlády ani od externích subjektů, její kampaně jsou plně podporovány členskými příspěvky a dary. Počet členů není na internetových stránkách NSS uveden, ačkoli článek v deníku The Daily Telegraph ze dne 13. února 2012 uvádí, že společnost má přibližně 7 000 členů.

### Prezidenti
- Charles Bradlaugh (1866–1890) (A. Trevelyan předsedal v letech 1871 – 1872)
- GW Foote (1890 – zemřel 17. října 1915)
- Chapman Cohen (1915 - 1949)
- R. H. Rosetti (1949 – zemřel 2. prosince 1951)
- F. A. Ridley (18. prosince 1951 – 1963)
- David Tribe (1963 – červen 1971)
- Ethel Ventonová (červen 1971 [25] – 1972)
- Barbara Smokerová (1972 [26] – 1996)
- Daniel O'Hara (1996 – 1997)
- Denis Cobell (1997 – 2006)
- Terry Sanderson (2006 – 2017)
- Keith Porteous Wood (2017 –)

### Tajemníci
- 1866: Charles Watts
- 1876: George Standring
- 1877: Robert Forder
- 1892: Edith Vanceová
- 1927: John Seibert
- 1951: V. Morris
- 1955: Colin McCall
- 1963: William McIlroy
- 1970:
- 1972: William McIlroy
- 1977: Jim Herrick
- 1979: Terry Mullins
- 1996: Keith Porteous Wood (výkonný ředitel)
- 2017: Stephen Evans (výkonný ředitel)

### Čestní spolupracovníci
NSS popisuje čestné spolupracovníky jako „naše významné podporovatele v oblasti politiky, lidských práv, vědy, filozofie, umění, žurnalistiky a vysílání.“
Mezi čestné spolupracovníky společnosti patří např.:
- Graham Allen
- profesor Peter Atkins
- Joey Barton
- profesorka Susan Blackmoreová
- baronka Blackstoneová
- profesor Colin Blakemore
- poslanec Crispin Blunt
- Edward Bond
- poslanec Nick Brown
- baronka Burtová ze Solihullu
- poslankyně Ruth Cadburyová
- profesor Ted Cantle
- lord Cashman z Limehouse
- Alun Cochrane
- Nick Cohen
- profesor Richard Dawkins
- lord Desai
- poslankyně Angela Eagleová
- baronka Falknerová z Margravine
- baronka Featherstoneová
- James Fitzpatrick
- baronka Flatherová
- Caroline Fourestová
- Michael Frayn
- Ricky Gervais
- profesor A. C. Grayling
- baronka Greengrassová OBE
- poslankyně Nia Griffithová
- Dr. Evan Harris
- lord Harrison z Chesteru
- Julia Hartley-Brewerová
- Patrick Harvie MSP
- profesor Ted Honderich
- Mary Honeyballová
- poslankyně EP Sophie in 't Veld
- Virginia Ironsideová
- Dr. Michael Irwin
- profesor Steve Jones
- Baronka Kinnocková
- poslanec Stephen Kinnock
- lord Knight
- Stewart Lee
- Graham Linehan
- baronka Masseyová z Darwenu
- poslankyně Kerry McCarthyová
- poslanec Stewart McDonald
- Jonathan Meades
- Baronka Murphyová
- Maryam Namazie
- Taslima Nasrinová
- Maajid Nawaz
- lord O'Neill z Clackmannanu
- Pragna Patel
- Şafak Pavey
- Philip Pullman
- Raheel Razaová
- Geoffrey Robertson QC
- Martin Rowson
- poslanec Lloyd Russell-Moyle
- Gita Sahgalová
- poslanec Tommy Sheppard
- Joan Smithová
- Dan Snow
- lord Soley
- Dr. David Starkey
- Peter Tatchell
- lord Taverne QC
- GP Taylor
- Baronka Thorntonová
- Polly Toynbeeová
- Beverley Turnerová
- lord Warner z Brockley
- baronka Youngová z Hornsey